# Harlem

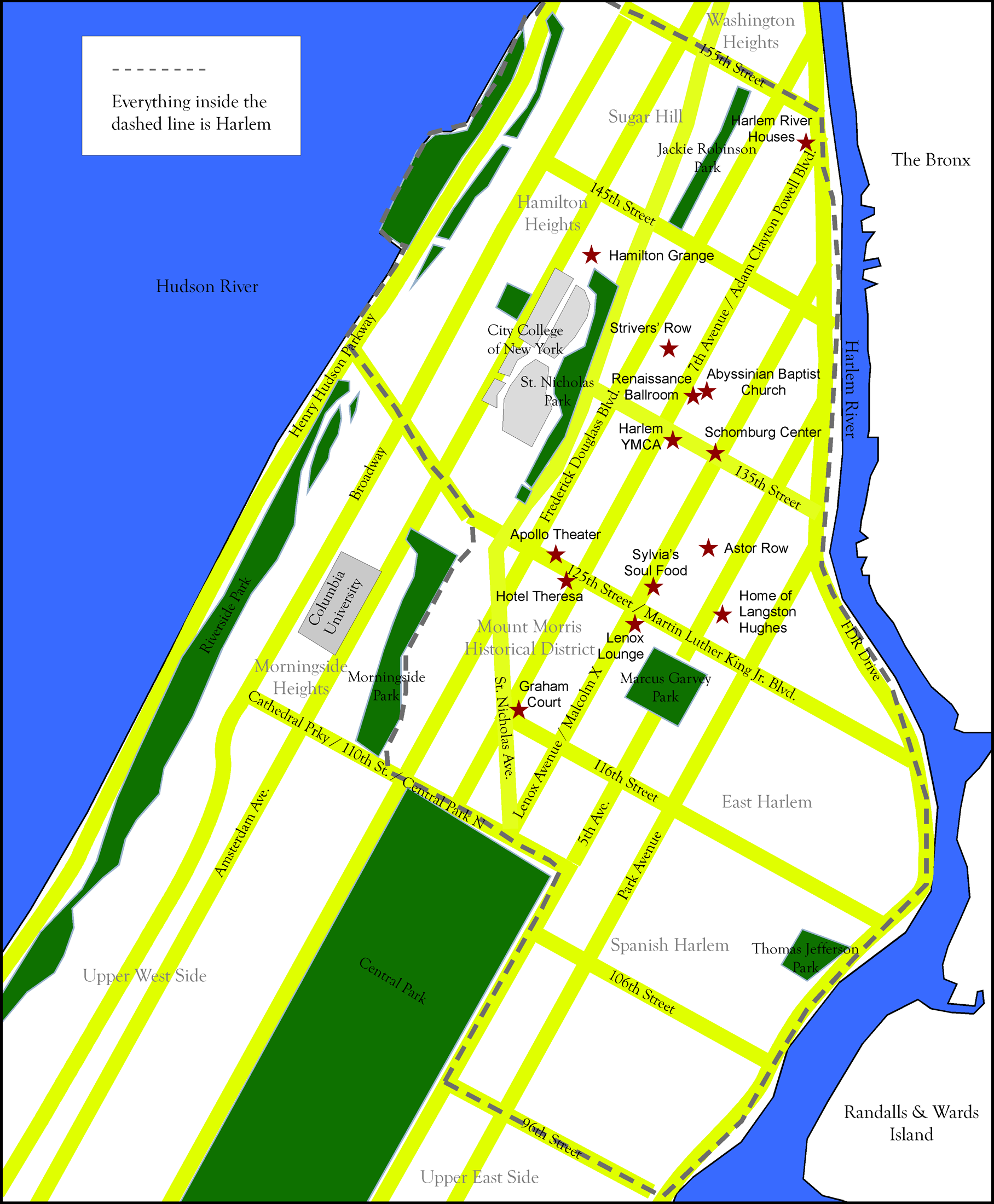
Harlem und East Harlem (umrandet von der gestrichelten Linie)

Harlem [ˈhɑːɹləm] ist ein Stadtteil im New Yorker Stadtbezirk Manhattan. Im Jahr 2020 hatte Harlem laut United States Census 196.384 Einwohner. Zu Harlem gehören die Viertel Central Harlem, Hamilton Heights mit Sugar Hill, West Harlem und Manhattanville. Zusammen mit East Harlem, das einen eigenen Stadtteil bildet und zum sogenannten „Greater Harlem“ gehört, beträgt die Einwohnerzahl 320.853. Harlem ist Teil der Manhattan Community Districts 9/10 und gehört zu den Bezirken 26, 28, 30 und 32 des New Yorker Polizeidepartements. Die Bevölkerung besteht zumeist aus Afroamerikanern sowie Hispanics und Latinos, die zusammen rund 75 % der Einwohner stellen.

## Stadtteilgliederung
Harlem gilt als eines der Hauptzentren afroamerikanischer Kultur in den USA. Der Name „Harlem“ wird häufig für ganz Upper Manhattan benutzt; eigentlich ist Harlem aber kleiner: es wird begrenzt von der 155th Street im Norden, dem Hudson River im Westen sowie dem Harlem River und der Fifth Avenue im Osten. Die südliche Grenze, die Harlem von der wohlhabenden Upper West Side und vom Stadtteil Morningside Heights trennt, ist nicht geradlinig. Zwischen East Harlem und dem Hudson verläuft die Stadtteilgrenze an der Fifth Avenue beginnend entlang der 110th Street (Central Park North), der Morningside Avenue und der 125th West Street (Martin Luther King Jr. Boulevard). In East Harlem führt die Grenze von der 110th Street südwärts entlang der Fifth Avenue und dem Central Park bis zur 96th Street, die dann bis zum East River verläuft und die Grenze zur Upper East Side bildet.
Innerhalb Harlems gibt es fünf Viertel, Nachbarschaften (Neighborhoods) genannt: Hamilton Heights, Sugar Hill, Central Harlem, Manhattanville und West Harlem. Der Mount Morris Park Historic District ist kein eigenes Viertel, sondern ein Bereich zwischen 118th Street und 124th Street, begrenzt durch die Fifth Avenue und den Adam Clayton Powell Jr. Boulevard (7th Avenue), in dem die Gebäude ganzer Straßenzüge unter Denkmalschutz stehen und der aufwändig renoviert wurde.

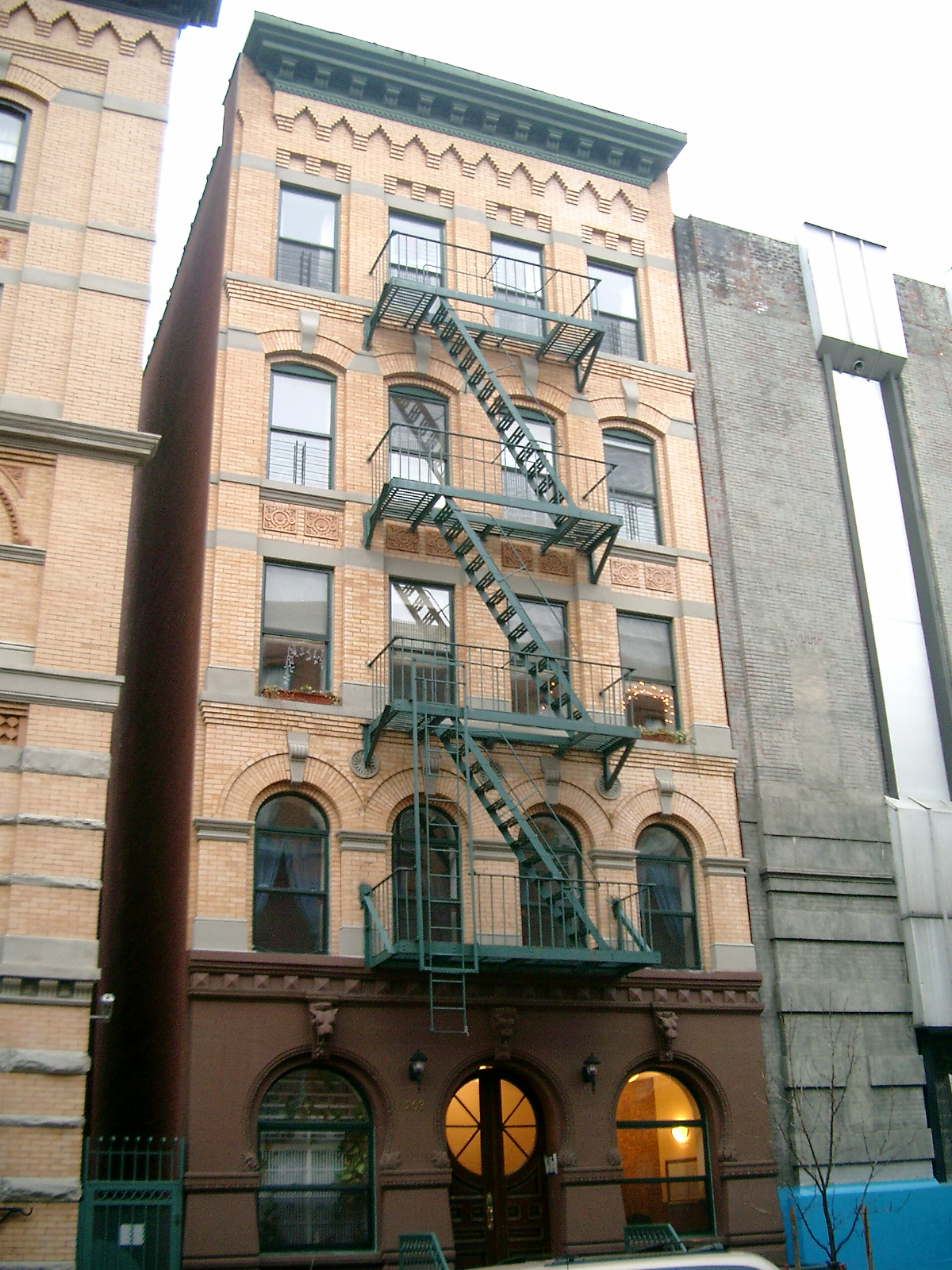
Gebäudefassade in Harlem

Upper Manhattan hingegen besteht aus weiteren Stadtteilen. In Washington Heights, der Gegend in der Nähe der 181st Street, lebten früher viele deutsche Juden, die in den 1930er Jahren Deutschland oder Österreich verlassen hatten (darunter Henry Kissinger). Jenseits von Washington Heights liegt Inwood, wo früher viele Menschen irischer Herkunft wohnten. Heute wohnen in Washington Heights und Inwood hauptsächlich Emigranten aus Puerto Rico und der Dominikanischen Republik; eine kleine jüdische Gemeinschaft lebt noch in der Nähe der Yeshiva University. Des Weiteren gehört das von meist Weißen bewohnte Morningside Heights zu Upper Manhattan.
Anfang des 21. Jahrhunderts setzte in Harlem ein Gentrifizierungsprozess ein.

## Geschichte
Holländische Siedler bildeten im 16. Jahrhundert die erste europäische Siedlung im heutigen Harlem; 1658 formalisierte man den Namen des neuen Weilers als „Nieuw-Haarlem“ nach der holländischen Stadt Haarlem. Mit afrikanischen Sklaven baute die Dutch West India Company eine Landstraße in die üppigen Wiesen von Harlem, die sich allmählich zur berühmten Boston Post Road entwickelte. 1664 erschienen vier englische Fregatten vor der Insel Manhattan und forderten die Stadt zur Übergabe auf; dies geschah kampflos am 27. August 1664. Die Engländer übernahmen die ganze Kolonie Niew Nederland und die holländische Stadt Nieuw Amsterdam wurde in „New York“ umbenannt (das Siegel der heutigen Stadt zeigt das Datum 1625). „Haarlem“ wurde zu „Harlem“. Nach dem Beginn des US-Unabhängigkeitskrieges kämpften am 16. September 1776 die Engländer gegen die amerikanischen Kolonisten in der Battle of Harlem Heights (auch: Battle of Harlem oder Battle of Harlem Plain). Die Schlacht fand im westlichen Teil Harlems statt, in der Nähe von Hollow Way (heute: West 125th Street). Es gab auch Kämpfe auf den Morningside Heights, gleich südlich, und den Harlem Heights im Norden.

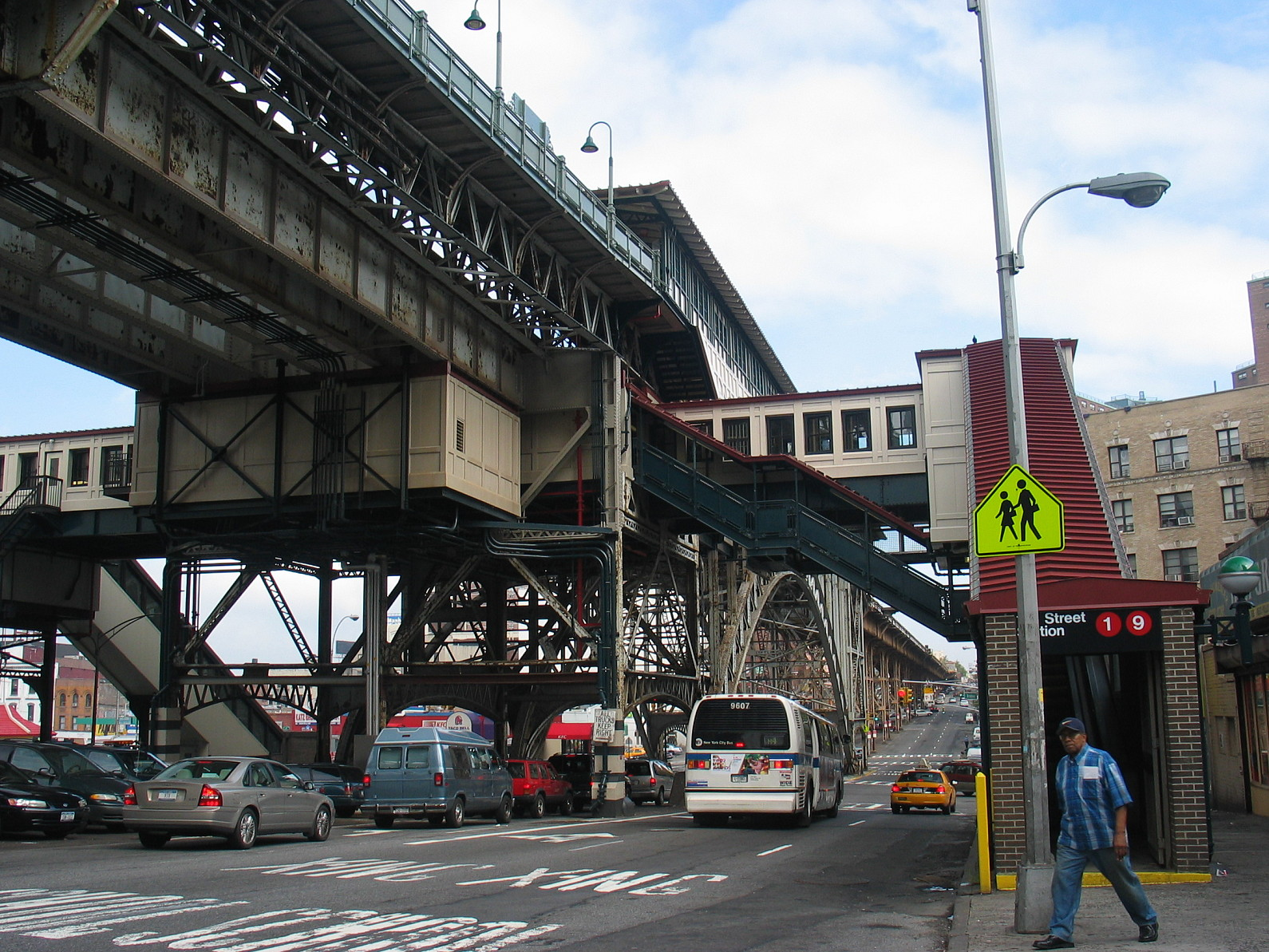
125th Street Station Subway Line 1 local service (7 Avenue Line)

Im 19. Jahrhundert gab es in Harlem zahlreiche Farmen. James Roosevelt, der Vater des späteren US-Präsidenten Franklin D. Roosevelt, besaß ein Grundstück östlich der fünften Avenue zwischen der 110th und der 125th Street. Heute ist diese Gegend das Zentrum des spanischen bzw. lateinamerikanischen Harlem. Die großen Anwesen befanden sich meist auf den Höhen, den Hudson River überblickend. Zu der Zeit, bevor man die Untergrundbahn baute, verbanden Dampfschiffe Harlem mit dem Rest der Stadt. Die Schiffe fuhren den East River (zwischen Manhattan und Brooklyn/Queens, d. h. den westlichen Teil von Long Island) entlang. Diese Reise dauerte 1,5 Stunden, und man musste den Service einstellen, wenn der Fluss im Winter zufror (heute friert der East River fast nie zu). Eine alternative Beförderungsmöglichkeit war die Kutsche auf der Boston Post Road, die durch Harlem von McGown’s Pass (im heutigen Central Park) fuhr, um die Salzmarschen nahe der heutigen 110th Street herum. Die Eisenbahngesellschaft New York and Harlem Railroad begann bereits 1831 die Stadt New York mit Harlem zu verbinden; damals betrachtete man Harlem nicht als Stadtteil, sondern als einen abgelegenen Ort. Die Eisenbahn fuhr zwischen Harlem und einem Depot an der 23rd Street. In den folgenden zwanzig Jahren verlängerte man die Strecken um ca. 200 Kilometer, bis sie Chatham erreichten. Harlem entwickelte sich zu einem Vorort von New York.
1880 erreichten Hochbahnen („Elevated Railroads“ oder „Els“) Harlem. Diese Infrastruktur ermöglichte die schnelle Verstädterung von Harlem. Plötzlich erschienen Stadthäuser („Townhouses“ oder Reihenhäuser mit gemeinsamen Wänden) und andere Wohnhäuser. Für eine Weile spielten die Reichen Polo auf den Polo Grounds, wo im 20. Jahrhundert die New-York-Giants-Baseballmannschaft spielte. Der Komponist Oscar Hammerstein I eröffnete 1889 das Harlem-Opernhaus an der östlichen 125th Street. Manche der teuersten Häuser von angesehenen Architekten haben überlebt, z. B. das berühmte Sugar Hill, westlich der 8th Avenue zwischen der 137th Street und der 160th Street. Anfang des 20. Jahrhunderts änderte sich Harlems Gesicht. Der Stadtteil wurde von Immigranten und verschiedenen ethnischen Gruppen gekennzeichnet. Gegen 1905 waren die meisten Einwohner deutsche Juden und Juden aus Osteuropa. Die jüdische Anwesenheit war aber vergänglich. Gegen 1910 war ein kurzer Tiefstand der Konjunktur. Manche Immobilienmakler fingen an, Wohnungen an Afroamerikaner zu vermieten, von denen in den ersten Jahrzehnten des 20. Jahrhunderts im Rahmen der Great Migration viele vor Armut und Rassendiskriminierung in den Südstaaten der USA flüchteten und in die Industriestädte des Nordens zogen. In den nächsten zwei Jahrzehnten verließen die Weißen Harlem. 1917 gab es noch ungefähr 150.000 Juden, 1930 war deren Anzahl auf 5.000 geschrumpft. Das heutige Spanish Harlem, neben dem East River, wurde italienisch. Heute ist auch die italienische Bevölkerung verschwunden.

### Zentrum afroamerikanischer Kultur

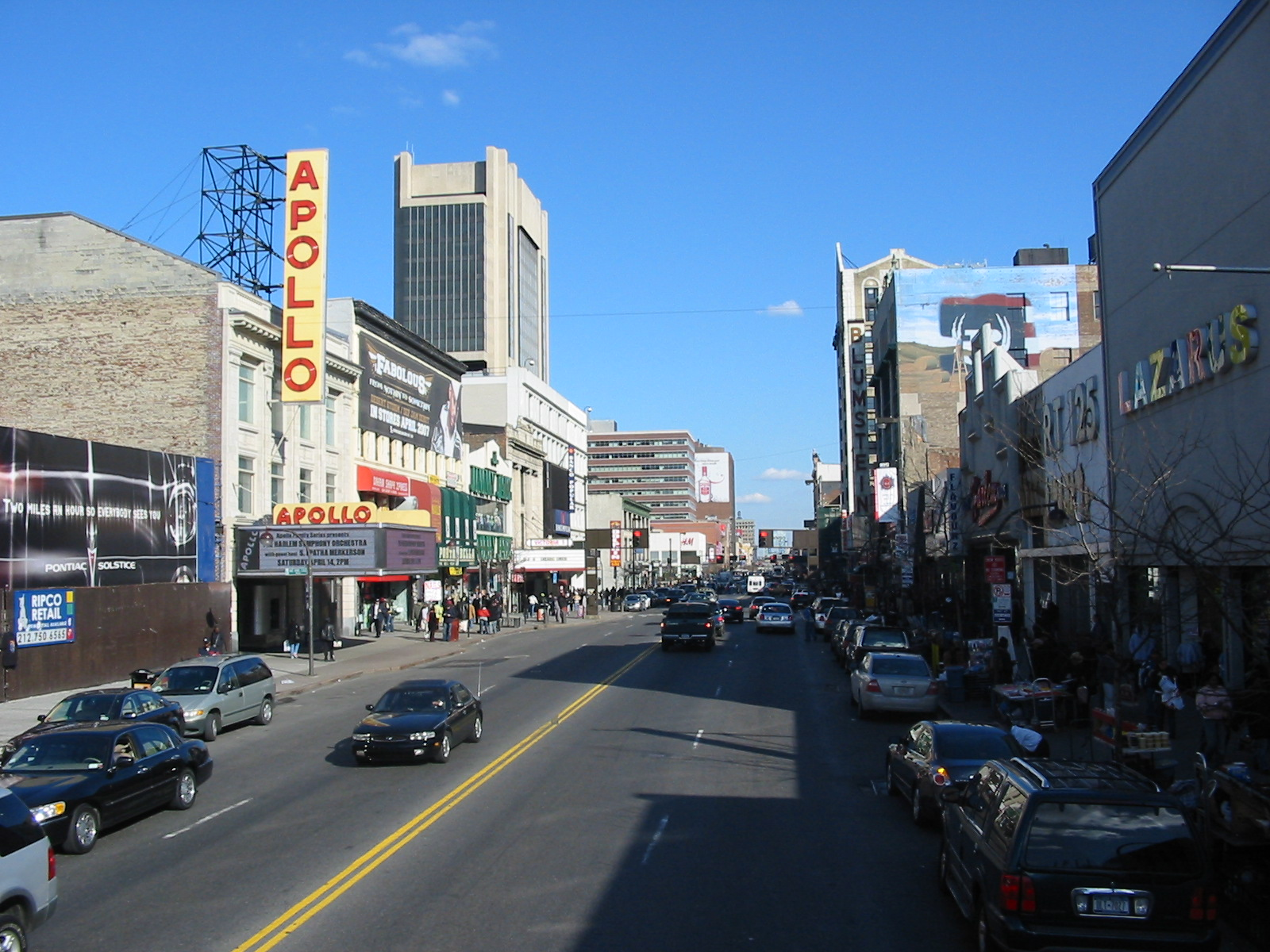
Das Apollo Theater an der 125th Street, in Harlem

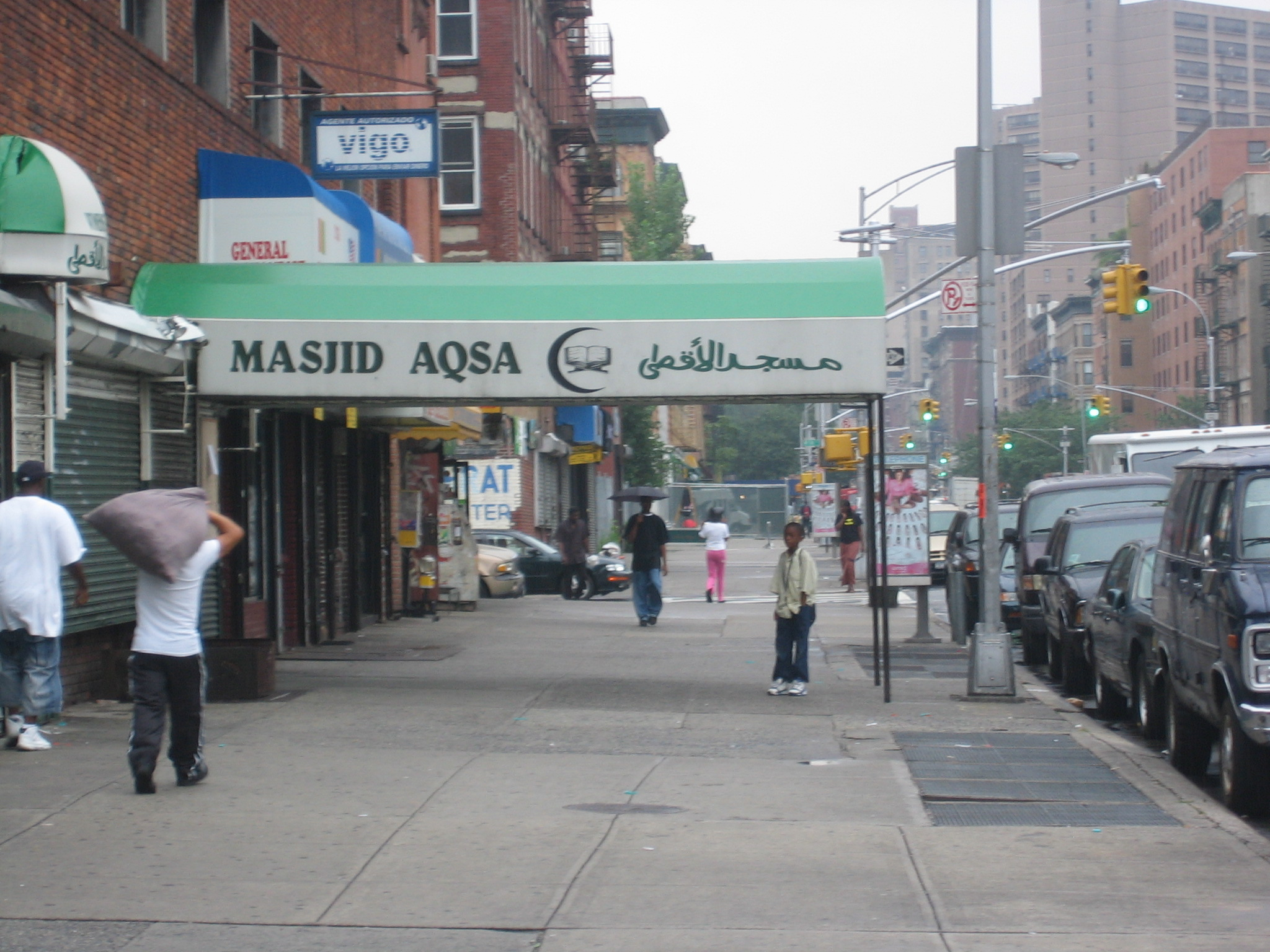
Masjed Aqsa der Nation of Islam

Renoviert neben verfallen – Brownstone-Gebäude an der Lenox Avenue (auch Malcolm X Blvd) im Mount Morris Park Historic District

Die ersten schwarzen Einwohner waren mit der St.-Philips-Episkopalkirche verbunden. Früher hatten die Afroamerikaner New Yorks in anderen Stadtvierteln gewohnt, z. B. in Tenderloin, San Juan Hill, Hell’s Kitchen und weiteren. In den 1920er Jahren hatte sich die Bevölkerungszahl der Afroamerikaner in Harlem vervierfacht, und die schwarze Kultur begann zu florieren (Harlem Renaissance). Ironischerweise durften die meisten Afroamerikaner nicht daran teilnehmen, weil die berühmtesten Klubs, wie Barron Wilkins’ Exclusive Club, Connie’s Inn, Small’s Paradise und der Cotton Club, wo Duke Ellington spielte, Zutritt nur den Weißen gestatteten. Das Apollo Theater eröffnete am 26. Januar 1934 auf der 125th Street. Das Gebäude war vorher ein Burleskenhaus gewesen. Der Savoy Ballroom an der Lenox Avenue war ein renommierter Standort für das Swing-Tanzen. Auch in Harlem zu finden war das Theresa-Hotel, damals das größte und beste Hotel in den USA, das auch für Afroamerikaner zugänglich war.
Die Kriegsjahre waren für Harlem angespannt. Viele Schwarze kämpften nicht gerne, weil die amerikanische Gesellschaft sie als minderwertige Menschen behandelte. Schon 1934 hatte es Auseinandersetzungen mit der Polizei gegeben, und weitere Unruhen brachen 1943 aus. Nach dem Zweiten Weltkrieg zogen Afroamerikaner in andere Nachbarorte New Yorks, weil die Rassendiskriminierung allmählich nachließ; 1950 war der Höhepunkt des schwarzen Bevölkerungsanteils in Harlem erreicht. Harlem blieb aber der Hauptort für afroamerikanische Politik, für Intellektuelle und für die Kultur. Die Konflikte wurden in den 1960er Jahren noch ernsthafter, besonders nach dem Attentat auf Martin Luther King 1968.
Bis in die frühen 1990er Jahre hatten nur wenige Investoren Kapital in Immobilien in Harlem investiert. Die meisten Gebäude, Häuser und Schulen waren heruntergekommen. Drogen, Prostitution und Gewalt beeinträchtigten seit den 1970er Jahren das Leben vieler Bürger von Harlem. Eine neue Renaissance gab es in Harlem, wie auch in anderen Stadtteilen New Yorks, ab Mitte der 1990er Jahre, unter anderem durch eine schärfere Sicherheitspolitik in ganz New York und durch verschiedene soziale Programme der Stadt und von privaten Organisationen. Auch Geschäftsleute und Politiker sahen, ermutigt durch die Veränderungen, neues Potential in Harlem, und eine Gentrifizierung, d. h. die Aufwertung der Gegend durch Renovierung und Sanierung begann. Es entstanden neue Gebäude, Kaufhäuser (u. a. Old Navy) und Geschäfte, alte Gebäude werden in zunehmendem Maße renoviert und aufgrund immer weiter steigender Immobilienpreise in Manhattan wurden viele wohlhabendere Menschen durch die im Vergleich noch relativ moderaten Preise angezogen. An der 125th Street wurde ein Hochhaus mit einem Marriott-Hotel gebaut. Dieser Prozess hatte unter anderem zur Folge, dass Menschen mit geringerem Einkommen sich die lokalen Mieten nicht mehr leisten konnten.
Einige Straßen haben Namen von schwarzen Aktivisten oder Persönlichkeiten erhalten:
- Malcolm X Boulevard (auch: Lenox Avenue, 6th Avenue)
- Adam Clayton Powell Jr. Avenue (7th Avenue)
- Frederick Douglass Boulevard (8th Avenue)

### Aktivismus
Erst unter gesellschaftlichem Druck nahmen die Geschäfte in der 125th Street Abstand davon, keine Afroamerikaner einzustellen. Harlem ist auch das Hauptquartier der Bewegung der Black Muslims in den USA. Besonders mächtig ist die Abyssinian Baptist Church, denn sie ist durch ihren Immobilienbesitz sehr reich geworden. Diese Kirche engagiert sich für arme Afroamerikaner.

## Religion

Mount Olivet Baptist Church an der Lenox Avenue

Beispiel für eine Minikirche: Triumph Baptist Church im Parlor eines Brownstones an der Lenox Avenue

Die Religion spielt im Leben eines Großteils der Bevölkerung Harlems eine wichtige Rolle. In Harlem gibt es daher eine große Vielfalt an Kirchen. Einige sind so klein, dass sie in normalen Apartments ihre Messen durchführen. Die Gemeinden sind dementsprechend klein. So sind zum Beispiel am Malcolm X Boulevard (Lenox Avenue) zwischen der 120th Street und 123rd Street mehr als zehn Kirchen verschiedener Konfessionen und Größen.
Die Kirche Mount Olivet Baptist Church am Malcolm X Boulevard (Lenox Avenue) an der 120th Street, war früher eine Synagoge mit dem Namen Temple Israel. Errichtet von deutschen Juden im Jahre 1907, wurde sie im Jahre 1925 an die Mount Olivet Versammlung verkauft. Noch heute ist der Davidstern an den Säulen und in den Glas-Fenstern zu sehen. Bekannte Persönlichkeiten wie Venezuelas Präsident Hugo Chávez haben in der Kirche gepredigt. Die Innen- und Außenseite der Kirche und Teile des Mount Morris Park Historic District waren Kulisse für den Kinofilm „American Gangster“ (2008) mit Denzel Washington und Russell Crowe, sowie für die Serie Marvel’s Luke Cage.

Malcolm Shabazz Mosque Number 7

In den letzten Jahrzehnten zogen viele Immigranten von Afrika nach Harlem. Viele dieser Immigranten sind muslimischen Glaubens. Dies ist auch an der Vielzahl der Moscheen in diesem Stadtteil bemerkbar. Auch eine Vielzahl der schwarzen Bürgerrechtler wie z. B. Malcolm X bekannten sich zum muslimischen Glauben, beziehungsweise konvertierten dazu. Eine der größeren Moscheen ist die Malcolm Shabazz Mosque Number 7 an der 116th Street und dem Malcolm X Boulevard (Lenox Avenue). Die Kuppel dieser Moschee ist ein von weitem sichtbares Symbol. Da die Moschee kein Minarett hat, ruft der Muezzin die Gläubigen per Lautsprecher zum Gebet. Die Moschee wurde im Jahre 2007 an der Westseite teilweise durch ein höheres Wohnhaus überbaut.

## Wissenswertes

### Geologie
Ab der 122. Straße quert die IRT Broadway – Seventh Avenue Line mit der Linie 1 der New Yorker U-Bahn eine tiefe Schlucht, die sich bis zur 135. Straße hinzieht. Diese ist durch geologische Tätigkeit, die Kontinentaldrift, entstanden. Diese Erdspalte wird als Erdspalte der 125. Straße (125th fault line) bezeichnet und zieht sich von New Jersey kommend durch Harlem entlang des Morningside Parks, dem nördlichen Teil des Central Parks, unter dem East River bis nach Queens quer durch Upper Manhattan. Diese Erdfalte wird für das Erdbeben am 10. August 1884 mit der Magnitude von 5.2 verantwortlich gemacht. Dieses erschütterte New Jersey, New York und Teile von Long Island und zerstörte Schornsteine der umliegenden Häuser. Die Erdspalte wurde im 18. Jahrhundert „The Hollow Way“ benannt.

### Mount Morris Park Historic District

Block im Mount Morris Park Historic District

Der Mount Morris Park Historic District liegt westlich vom Marcus Garvey Park (bis 1973 Mount Morris Park) und wurde in der ersten Stufe (bis 1996) durch die Lenox Avenue (Malcolm X Boulevard) im Westen, der 119th Street im Süden und der 124th Street im Norden begrenzt. In der zweiten Stufe wurde der Distrikt nach Westen hin zum Adam Clayton Powell Jr. Blvd, zum Süden bis zur 118th Street erweitert. Der Mount Morris Park Historic District wurde im Jahre 1971 von der New York City Landmarks Preservation Commission eingerichtet und war einer der ersten Denkmalschutz-Bezirke in New York.
Die Gebäude wurden im Stile des 19. und frühen 20. Jahrhundert errichtet und sind zum größten Teil bis heute unverändert. Der Block am Malcolm X Boulevard (Lenox Avenue) zwischen der 120th und der 121st Street stellt in ganz New York eine Besonderheit dar. Alle 10 Gebäude wurden komplett von einem Architekten und von einer Baufirma zur gleichen Zeit erstellt. Ausgehend von der Mitte, wiederholt sich der architektonische Stil der Gebäude nach außen, so dass die Mitte des Blocks als eine Spiegelachse dient. Eines der Gebäude wurde allerdings vom Department of Buildings der Stadt New York aus Versehen abgerissen, so dass heute an dieser Stelle eine Lücke klafft. Während der Errichtung der Gebäude bestand auf allen Etagen ein Durchgang zu allen Gebäuden, sodass die Bauarbeiter alle Baumaterialien von einer Seite in den Neubau bringen konnte. Dieser Durchgang wurde nach der Fertigstellung zugemauert und ist in den einzelnen Wohnungen noch heute erhalten und sichtbar. Bis auf einige Änderungen, die vor 1971 durchgeführt wurden, ist der Stil der Gebäude immer noch sehenswert. Einige der bekannten Architekten, die Gebäude im Mount Morris Park Historic District errichtet haben, sind Edward L. Angell und Charles Baxter.

### Fidel Castro in Harlem
Als Fidel Castro 1961 New York besuchte, um der Hauptversammlung der Vereinten Nationen beizuwohnen und am 26. September eine Rede zu halten, logierten er und seine 80-köpfige Delegation ursprünglich im Shelburne-Hotel an der Lexington Avenue. Als der Besitzer dieses Hotels, Edward Spatz, eine übergroße US-amerikanische Flagge am Eingang zum Hotel anbrachte, kam es zu einem Disput mit der kubanischen Delegation. Nachdem Berichte gestreut wurden, die Kubaner würden Hühner in den Räumen halten, wurden sie aufgefordert, das Hotel zu verlassen. Der kubanischen Delegation war es wegen einer Anordnung der amerikanischen Regierung allerdings verboten, sich außerhalb von Manhattan aufzuhalten. Ein Angebot des schwedischen Generalsekretärs der UN, Dag Hjalmar Agne Carl Hammarskjöld, kostenlos im Luxushotel Commodore zu wohnen, lehnte Castro ab.

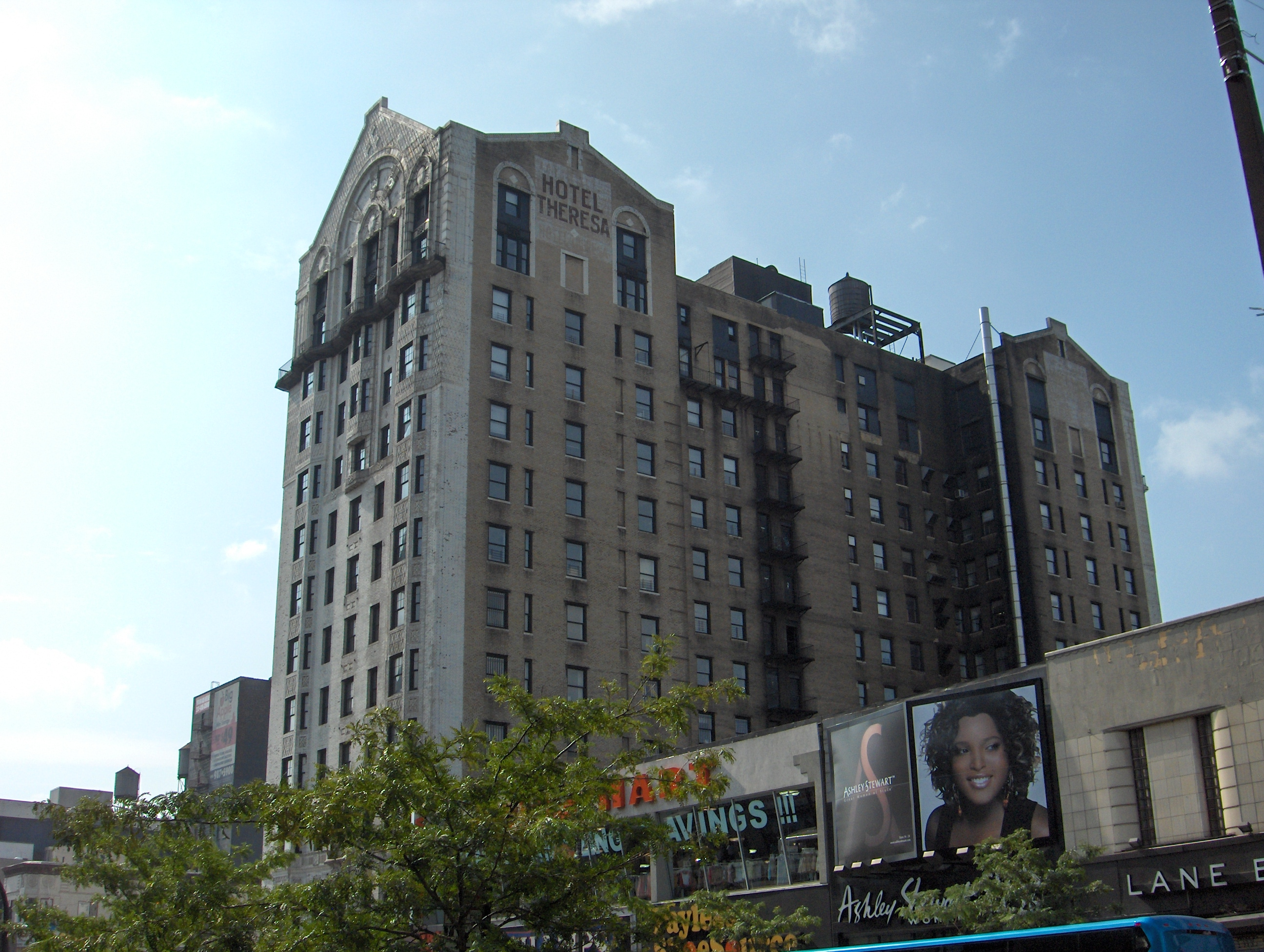
Hotel Theresa

Daraufhin machte der afroamerikanische Besitzer des Hotel Theresa, Love Woods, Castro das Angebot, ihn und seine Delegation kostenfrei in seinem Hotel aufzunehmen, welches Castro annahm. Gegen Mitternacht verließ Castro das Shelburne-Hotel. Seine Route nach Harlem war von vielen Spanisch sprechenden Personen und afroamerikanischen Einwohnern Harlems gesäumt, viele jubelten Castro zu. Im Hotel Theresa empfing Castro viele Persönlichkeiten, wie zum Beispiel Gamal Abdel Nasser, Jawaharlal Nehru, Allen Ginsberg, Langston Hughes, Malcolm X und Nikita Chruschtschow. Das Hotel wurde 1967 geschlossen und danach in ein Bürogebäude umgebaut.

### Filme, TV, Musik
Einige Filme und TV-Serien spielen ganz oder teilweise in Harlem, darunter „Shaft“ (1971), „Straße zum Jenseits“ (Across 110th Street) (1972), James Bond 007 – „Leben und sterben lassen“ (Live and let die) (1973) mit Roger Moore, „New Jack City“ (1990) mit Wesley Snipes, „Stirb langsam – Jetzt erst recht“ (1995) mit Bruce Willis, „Die Royal Tenenbaums“ (2001) mit Gene Hackman und „Die Straßen Harlems“ (Paid in Full) (2002) mit Cameron Giles, Wood Harris und Mekhi Phifer, „American Gangster“ (2008) mit Denzel Washington und Russell Crowe, „Law & Order“ und „Law and Order – Special Victim Unit“, „Precious“ (2009) mit Gabourey Sidibe und Mariah Carey und „Marvel’s Luke Cage“ (2016) mit Mike Colter.
Es existiert außerdem ein Musiktitel Wenn es Nacht wird in Harlem.
Die irische Rockband U2 veröffentlichte 1987 auf ihrem Album Rattle and Hum sowie im selben Jahr in ihrem gleichnamigen Konzertfilm das Lied Angel of Harlem und drehte Teile des Films in Harlem, darunter eine von Afroamerikanern in einer Harlemer Kirche gesungene Version ihres Liedes Still haven't found what I'm looking for.

## Sehenswertes
- 125th Street
- The Acropolis im Marcus Garvey Park
- Abyssinian Baptist Church
- Apollo Theater
- The Arthur Schomberg Library
- El Museo del Barrio
- Hamilton Grange
- Hamilton Heights
- Harlem Fire Watchtower im Marcus Garvey Park
- Hotel Theresa
- Lenox Lounge
- Marcus Garvey Park (bis 1973) Mount Morris Park
- Mount Morris Park Historic District
- Mount Morris Park
- Mount Olivet Baptist Church
- Morris-Jumel Mansion
- Strivers’ Row
- Sugar Hill
- Sylvia’s Soul Food
- Theresa Hotel

## Söhne und Töchter Harlems
- A$AP Rocky (* 1988), Rapper
- A$AP Ferg (* 1988), Rapper
- Mo Bamba (* 1998), Basketballspieler
- Azealia Banks (* 1991), Rapperin und Sängerin
- James Baldwin (1924–1987), Schriftsteller
- Patricia Bath (1942–2019), Augenärztin und Erfinderin
- Harry Belafonte (1927–2023), Sänger
- Kurtis Blow (* 1959), Rap-Pionier
- James Bond III (* 1969), Schauspieler und Filmemacher
- Paul Bogart (1919–2012), Regisseur
- Rob Brown (* 1984), Schauspieler
- Cam’ron (* 1976), Rapper
- John Carlos (* 1945), Leichtathlet
- Sean Combs (* 1969), Rapper
- Yaya DaCosta (* 1982), Schauspielerin und Model
- Joe Daley (1949–2025), Jazzmusiker
- Bobby Darin (1936–1973)
- Sammy Davis, Jr. (1925–1990), Sänger, Tänzer und Schauspieler
- Ralph Ellison (1914–1994), Schriftsteller
- De La Ghetto (* 1982), hispanischer Rapper und Sänger
- Tyree Glenn junior (* 1940), Musiker und Schauspieler
- Lorenz Hart (1895–1943), Song-Autor des Teams Rodgers und Hart
- Gregory Hines (1946–2003), Tänzer und Schauspieler
- Langston Hughes (1902–1967), Schriftsteller und Dichter
- Immortal Technique (* 1978), Rapper
- Jim Jones (* 1976), Rapper
- Alicia Keys (* 1981), R’n’B-Sängerin; wuchs teilweise in Harlem auf
- Kelis (* 1979), Sängerin
- Big L (1974–1999), Rapper
- Loon (* 1975), Rapper
- Ralph MacDonald (1944–2011), Schlagzeuger und Komponist
- Mase (* 1977), Rapper
- Jameel McCline (* 1970), Schwergewichtsboxer
- Vincent J. McMahon (1914–1984), Wrestling-Promoter
- Moby (Richard Melville Hall; * 1965), Produzent und DJ
- Jae Millz (* 1983), Rapper
- Danny Mixon (* 1949), Jazz-Pianist
- Tom Morello (* 1964), Gitarrist
- Frank Pellegrino (1944–2017), Schauspieler
- Seth Peterson (* 1970), Schauspieler
- Mekhi Phifer (* 1974), Schauspieler
- Bud Powell (1924–1966), Jazz-Pianist
- Emmanuel Rahim (1934–2022), Jazzmusiker
- Ving Rhames (* 1959), Schauspieler
- Faith Ringgold (1930–2024), Malerin, Schriftstellerin, Performancekünstlerin
- Vanessa del Rio (* 1952), Model, Pornofilmdarstellerin und Unternehmerin
- John Sanford (1904–2003), Schriftsteller
- Juelz Santana (* 1982), Rapper
- Tschabalala Self (* 1990), Künstlerin
- Tarik Shah (* 1963), Jazzmusiker und Dschihadist
- Tupac Shakur (1971–1996), Rapper
- Al Sharpton (* 1954), Politiker
- Gabourey Sidibe (* 1983), Schauspielerin
- Fats Waller (1904–1943), Jazz-Musiker
- Lester Wilson (1942–1993), Sänger, Tänzer und Choreograph
- J. R. Writer (* 1984), Rapper